# لا نافا دي سانتياغو
بلدية لا نافا دي سانتياغو (بالإسبانية: La Nava de Santiago)‏, هي إحدى بلديات مقاطعة بطليوس, التي تقع في منطقة إكستريمادورا, والتي تقع في غرب إسبانيا.
يبلغ عدد سكانها 1.146 نسمة وفقاً لإحصائية سنة (2002).